# William Sweet
William Sweet (Edmonton, 1955) è un filosofo canadese, che si è interessato soprattutto alla filosofia politica e alla storia della filosofia. ex presidente della Canadian Philosophical Association e della Canadian Theological Society, e Presidente d'Onore dell'Istituto internazionale Jacques Maritain . È membro della Royal Historical Society, della Royal Society of Canada, è stato eletto membro permanente della preminente accademia di filosofia del mondo, l'Institut International de Philosophie..

## Biografia
Ottenne un DEA in scienze politiche alla Sorbona dell'Université de Paris (con Luc Ferry), un dottorato in filosofia all'Università di Ottawa, un dottorato in teologia sistematica all'Università del Sudafrica a Pretoria, e un dottorato in filosofia politica all'Université Saint-Paul.
È specializzato in filosofia politica (diritti umani, Bernard Bosanquet, Herbert Spencer); la filosofia della religione; teologia filosofica e sistematica; la filosofia comparata asiatica e occidentale; filosofia anglo-americana dell'idealismo britannico; e la filosofia di Jacques Maritain.

## Opere
- Before and After Democracy, (Leuven: Peeters, 2023)
- Philosophy, Re-engaging Cultures, and Ways of Life,’ (Washington, DC, 2022).
- Care of Self and Meaning of Life, (con Cristal Huang) (Washington, DC, 2015).
- What is Intercultural Philosophy?, (Washington, DC: CRVP, 2015).
- Cultural Clash and Religion, (Washington, DC: CRVP, 2014)
- Ideas Under Fire, (con Jonathan Lavery, Louis Groarke) (Fairleigh Dickenson University Press, 2013)
- Philosophy Emerging from Culture, (con Wonbin Park, George F. McLean, Olivia Blanchette) (CRVP, 2013)
- Migrating Texts and Traditions, (University of Ottawa Press, 2012).
- Responses to the Enlightenment. An Exchange on Foundations, Faith, and Community. (con Hendrik Hart) (Rodopi, 2012)
- Intercultural Dialogue and Human Rights, con Luigi Bonanate, Roberto Papini (CRVP Press, 2011).
- Biographical Encyclopedia of British Idealism (Continuum 2010)
- The Moral, Social and Political Philosophy of the British Idealists (Imprint Academic 2009)
- Rethinking the Role of Philosophy in the Global Age (con Pham Van Duc) (2009)
- The Dialogue of Cultural Traditions (con Tomonobu Imamichi, G.F. McLean, et alii) (2008)
- Religion and the Challenges of Science (con Richard Feist) (Ashgate, 2007)
- Bernard Bosanquet and the Legacy of British Idealism (University of Toronto Press, 2007)
- Approaches to Metaphysics (Kluwer/Springer, 2004)
- The Philosophy of History: a re-examination (Ashgate, 2004)
- Husserl and Stein (2003) [con Richard Feist]
- Religion, Science, and Non-Science (2003)
- Religious Belief: The Contemporary Debate (2003)
- Philosophical Theory and the Universal Declaration of Human Rights (2003)
- Philosophy, Culture and Pluralism (2002)
- Idealism, Metaphysics, and Community (2001)
- The Bases of Ethics (2000)
- The Collected Works of Bernard Bosanquet, 20 voll. (1999)
- Idealism and Rights: The Social Ontology of Human Rights in the Political Thought of Bernard Bosanquet (1997; paperback 2005).